# Fran Čubranić
Fran Čubranić (Rijeka, 11. lipnja 1997.), hrvatski je vaterpolist.

 Igra za  VK Primorje. Visok je 190 cm i težak 95 kg.

## Vanjske poveznice
- Fran Čubranić na Instagramu
- Juniori nastavljaju ovogodišnji niz fenomenalnih vaterpolskih uspjeha  Arhivirana inačica izvorne stranice od 30. siječnja 2021. (Wayback Machine)
- FRAN ČUBRANIĆ PROGLAŠEN ZA NAJBOLJEG GOLMANA SVIJETA NA JUNIORSKOM PRVENSTVU